# LVIA-Associazione Internazionale Volontari Laici
L.V.I.A – Associazione Internazionale Volontari Laici è un'associazione di volontariato ONLUS riconosciuta tra le organizzazioni non governative idonee a partecipare agli interventi italiani di cooperazione allo sviluppo finanziati dal Ministero degli esteri; è impegnata in dieci Paesi africani e (a partire dal 1991) in Albania, dove opera nel campo dello sviluppo e della lotta alla povertà.

## La storia
LVIA fu fondata a Cuneo da Aldo Benevelli (nato nel 1923 a Monforte d'Alba e cittadino onorario di Boves e morto il 19 febbraio 2017). Questi aderì giovanissimo alla Resistenza e venne più volte arrestato per la propria attività di partigiano. Negli anni che seguirono la Liberazione Benevelli frequentò il seminario; diventato sacerdote fu prete operaio, missionario in Africa e, tornato in Italia, nel 1966 fondò la LVIA. L'associazione cominciò ad operare con alcuni volontari che dedicavano il loro tempo libero a gruppi di lavoratori e contadini italiani emigrati all'estero (Germania e Francia) dalle loro regioni, allora caratterizzate da bassi redditi.
Nel 1967 la LVIA iniziò ad inviare volontari in Africa, nel Distretto di Meru (Kenya), inaugurando una lunga serie di interventi nel Sud del mondo. Nel 1972 ottenne il riconoscimento di idoneità dal governo italiano (Ministero degli affari esteri), che ha fornito il suo appoggio a numerosi progetti di sviluppo. Il 1972 vide anche i primi contatti dei volontari LVIA con il Burkina Faso, che negli anni seguenti diventò, tra i vari paesi dove l'associazione è attiva, il primo in termini di impatto economico dei progetti messi in atto.
Un momento difficile per l'associazione è stato il rapimento dei due cooperanti  Giuseppe Barbero e Salvatore Grungo, avvenuto in Somalia nel 1995 e conclusosi con il rilascio dei due a seguito di complesse trattative con alcuni clan somali.
Anche la Comunità Europea a partire dal 1978 ha approvato e co-finanziato molte delle iniziative dell'associazione, divenendone una tra le maggiori fonti di supporto economico. Tra i vari progetti dell'Unione europea ai quali LVIA ha aderito negli ultimi anni può essere citato lo European Water Facility Project, che LVIA contribuisce a implementare in Tanzania assieme all'associazione partner locale MAMADO.

## Paesi e settori di intervento
LVIA è attualmente impegnata nei seguenti Paesi:
Europa
1. Albania

Africa
1. Burkina Faso
2. Burundi
3. Etiopia
4. Guinea Bissau
5. Guinea Conakry
6. Kenya
7. Mali
8. Mozambico
9. Senegal
10. Tanzania

### Campagne d'azione
LVIA ha promosso nel 2003 la campagna di informazione e raccolta fondi "Acqua e vita", finalizzata a sensibilizzare la società civile sulla crisi idrica mondiale e per garantire il diritto e l'accesso all'acqua sicura e potabile alle popolazioni africane che ancora ne sono prive. L'iniziativa venne lanciata in occasione dell'Anno Internazionale dell'Acqua ed ha permesso a LVIA di operare con i partner locali per garantire l'accesso all'acqua e a servizi igienici a un milione di persone in 10 paesi africani. La campagna è stata sostenuta in varie forme da testimonial provenienti dal mondo della cultura e dello sport, e da grandi aziende private. A fine 2009 l'ONG ha avviato in Italia e nei paesi nei quali operava una campagna rivolta alla diminuzione dell'uso dei materiali plastici e all'incoraggiamento del loro riciclo chiamata "Molla la plastica!". Negli anni successivi al 2013 si è invece occupata della campagna "La carestia non è una dieta", rivolta in particolare ai paesi del Sahel che nel 2012 erano stati duramente colpiti da una carestia.

## Struttura
L'associazione aderisce all'Istituto italiano della donazione che ne verifica annualmente la trasparenza e il corretto uso dei fondi raccolti.
Essa è socio fondatore di:
- FOCSIV – Volontari nel mondo[19];
- LINK 2007 – cooperazione in rete;
- COP – Consorzio ONG Piemontesi.

È inoltre partner di:
- The Hunger Project - UK (progetti in Senegal)[20]
- USAID - ELMT Consortium (Enhanced Livelihoods in the Mandera Triangle) (progetti in Etiopia)[1]

### Gruppi locali e giovanili
In Italia si sono formati diversi gruppi giovanili LVIA, a Cuneo, Torino, Forlì, Firenze e Palermo. Oltre al sostegno economico dei progetti gestiti dalla sede centrale i gruppi locali si occupano di attività specifiche del territorio di riferimento, quali ad esempio l'organizzazione di seminari di riflessione sui temi dello sviluppo o la partecipazione ad eventi sui temi della sovranità alimentare o dell'uso delle risorse idriche, spesso con il coinvolgimento delle scuole della zona.